# Enville (Tennessee)
Enville – miasto w Stanach Zjednoczonych, w stanie Tennessee, w hrabstwie Chester.